# Toán tử compact
Bản mẫu:Chuyên ngành
Trong giải tích hàm, một nhánh của toán học, một toán tử compact là một toán tử tuyến tính L từ một không gian Banach X đến một không gian Banach Y khác, sao cho tạo ảnh bởi L của bất kỳ tập con bị chặn nào của X cũng là một tập hợp compact tương đối (có bao đóng compact) của Y. Một toán tử như vậy nhất thiết phải là một toán tử bị chặn, và do đó liên tục.
Bất kỳ toán tử bị chặn L nào có hạng hữu hạn cũng là một toán tử compact. Thật ra, lớp các toán tử compact là một sự khái quát tự nhiên của lớp các toán tử có hạng hữu hạn cho trường hợp vô hạn chiều. Nếu Y là một không gian Hilbert, ta có mọi toán tử compact đều là giới hạn của các toán tử có hạng hữu hạn, tức là lớp các toán tử compact có thể được định nghĩa như là bao đóng của các toán tử hạng hữu hạn trong tô pô định chuẩn. Liệu điều này có đúng với các không gian Banach nói chung hay không là một câu hỏi mở trong nhiều năm; và vào năm 1973 Per Enflo đã đưa ra một phản ví dụ.

## Ví dụ
- Mỗi toán tử hạng hữu hạn là compact.
- Với {\displaystyle \ell ^{p}} và một dãy (tn) hội tụ về 0, toán tử nhân (Tx)n=tnxn là compact.
- Với g cố định ∈C([0,1];R), xác định toán tử tuyến tính T từ C([0,1];R) vào C([0,1];R) bởi

{\displaystyle (Tf)(x)=\int _{0}^{x}f(t)g(t)\,\mathrm {d} t.}
Khẳng định toán tử T compact là hệ quả của định lý Ascoli.
- Theo bổ đề Riesz, toán tử đồng nhất là toán tử compact khi và chỉ khi không gian là có số chiều hữu hạn.[3]